# Elsa Levy
 (mai 2025).
Motif : Une fois retiré les sources non indépendantes, les sources qui ne sont pas sur le sujet de l'article, où sont les sources secondaires de qualité démontrant une notoriété encyclopédique ?
- Archive Wikiwix
- Bing
- Cairn
- DuckDuckGo
- E. Universalis
- Gallica
- Google
- G. Books
- G. News
- G. Scholar
- Persée
- Qwant
- (zh) Baidu
- (ru) Yandex
- (wd) trouver des œuvres sur Wikidata

| 1. | Préciser le motif de la pose du bandeau. | Précisez le motif de la pose du bandeau en utilisant la syntaxe suivante : {{admissibilité à vérifier\|date=juin 2025\|motif=remplacez ce texte par le motif}}                 |
| 2. | Informer les utilisateurs concernés.     | Pensez à avertir le créateur de l'article, par exemple, en insérant le code ci-dessous sur sa page de discussion : {{subst:avertissement admissibilité à vérifier\|Elsa Levy}} |

Elsa Levy est une auteure, journaliste et chroniqueuse française.

## Activité
Elle a écrit pour Europe 1, Causette, Canal+, Mediapart, Le Parisien,,, et publié plusieurs textes décalés et ouvrages autour de sujets d’actualité et de société.

## Ouvrages
- En finir avec la prescription des crimes sexuels sur mineurs[8], essai, éditions Autrement-Flammarion (2025)
- Robert Badinter, un homme de combat[9], éditons City Hachette (2025)

- J’étais son esclave[10], document[11], éditons City Hachette (2025) : l’histoire de Lydia Hadjara[12], esclave sexuelle de Raël
- Je n’oublierai jamais[13], éditons City[14] Hachette (2023) : un récit autour des violences sexuelles, de l’amnésie traumatique[15],[16] et appelant à une réforme législative pour l’imprescriptibilité des crimes sexuels sur mineurs
- Johnny a tué mon père[17], auto édition (2020) : un roman qui interroge le deuil et les héritages familiaux
- Bouddha Boudoir[18], éditions intervalles (2017) : un roman feel-good[19],[20]qui explore les travers de la quête spirituelle moderne
- Je de société[21]Moi, chômeur de la République[22], éditions L’esprit Frappeur (2015) : un essai[23],[24]sur la précarité et l’identité sociale

## Chroniques radiophoniques et billets d’humeur
Chroniques Europe 1, revues de presse décalées et billets Mediapart sont relayés pour leur empreinte d’humour noir et d’ironie,,,,,.